# Strijland
Strijland is een verzameling van gehuchten in de Belgische provincie Vlaams-Brabant. Het ligt in Gooik, een deelgemeente van Pajottegem, ten westen van het centrum van Gooik in het Pajottenland.

## Bezienswaardigheden
- De Woestijnkapel
- De Terhagenmolen
- Het ronde kerkgebouw, gewijd aan Onze-Lieve-Vrouw van Goede Bijstand

## Nabijgelegen kernen

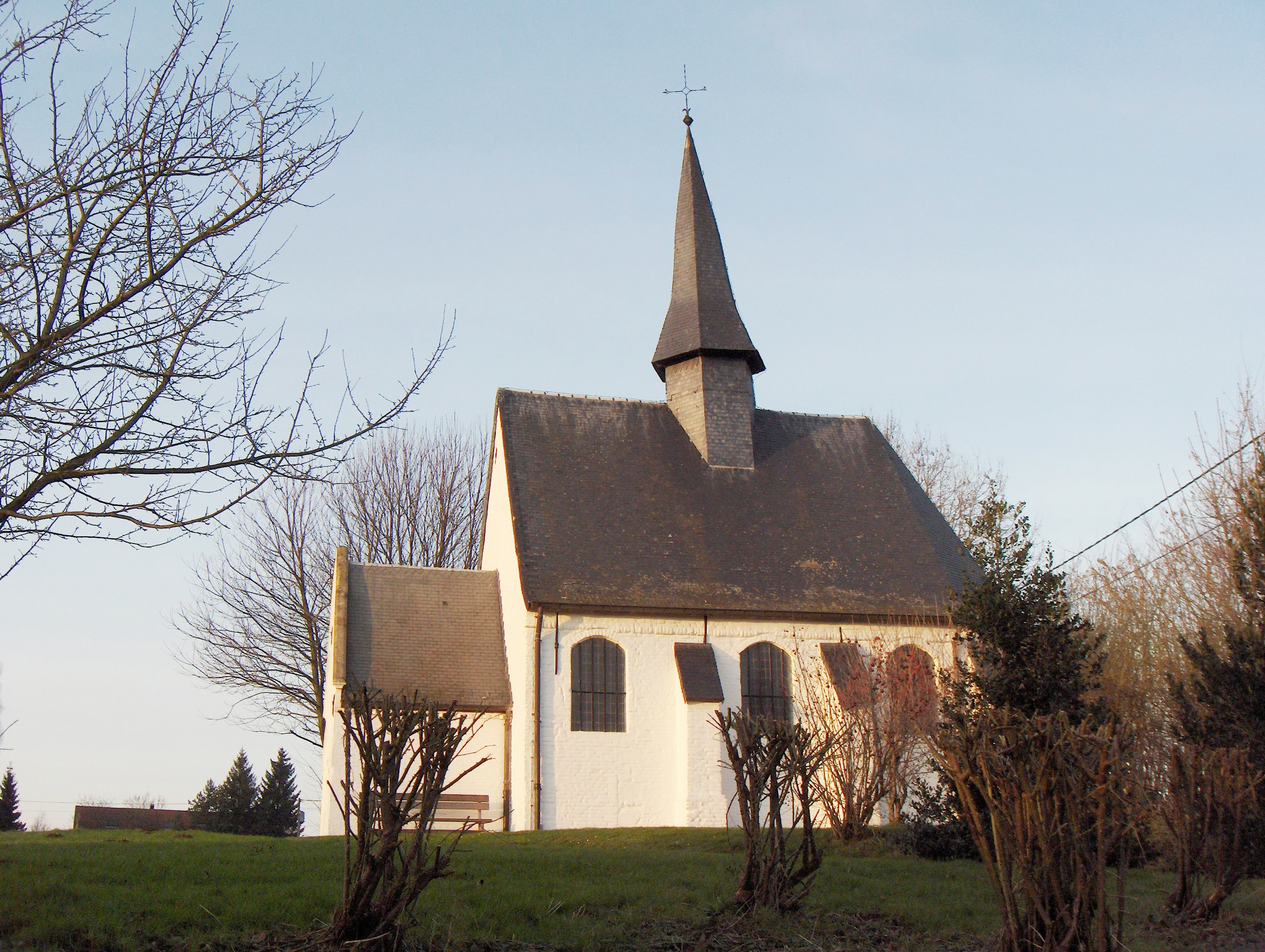
Woestijnkapel

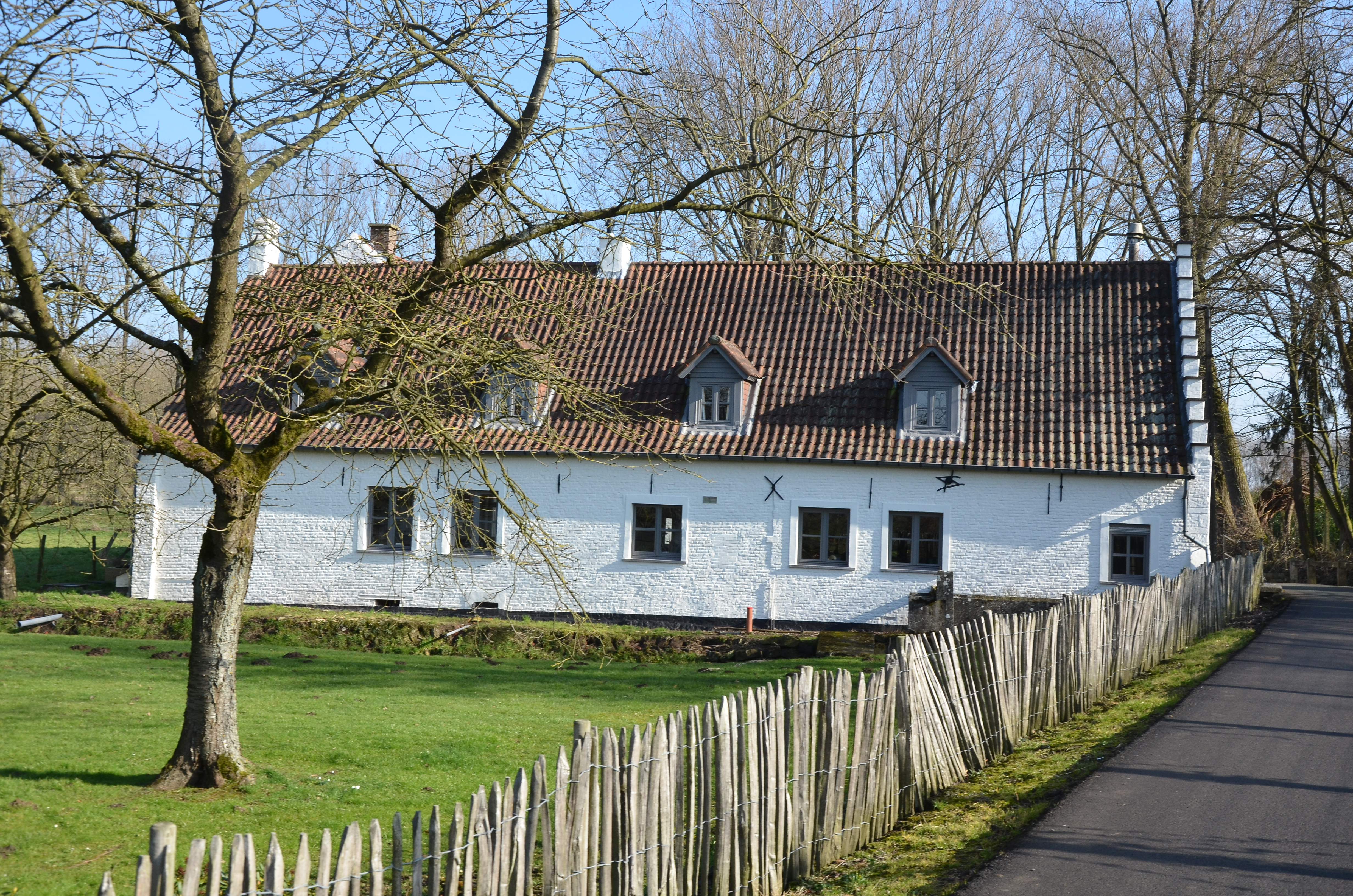
De Molen Terhaegen

Neigem, Gooik, Lieferinge
Deelgemeenten: Galmaarden · Gooik · Herne · Herfelingen · Kester · Leerbeek · Oetingen · Sint-Pieters-Kapelle · Tollembeek · Vollezele

Overige dorpen en gehuchten: Drie Egypten · Gemelingen · Kesterbrugge · Kokejane · Kwakenbeek · Oplombeek · Rode · Sint-Paulus · Strijland · Wilderen · Woestijn

Belgische gemeenten · Arrondissement Halle-Vilvoorde · Vlaams-Brabant · Vlaanderen